# 博纳 (涅夫勒省)
博纳（法語：Bona，法語發音：[bɔna]）是法国涅夫勒省的一个市镇，属于讷韦尔区。

## 地名
“博纳”一名起源于凯尔特语，意思是“水道”。

## 地理
博纳（47°3'40"N, 3°25'24"E）面积23.24 平方千米，位于法国勃艮第-弗朗什-孔泰大區涅夫勒省，该省份为法国中部省份，北至约讷省，西北接卢瓦雷省，西接谢尔省，南至阿列省，东南接索恩-卢瓦尔省，东临科多尔省。
与博纳接壤的市镇（或旧市镇、城区）包括：圣伯南代布瓦、比伊-舍瓦讷、雅伊、圣菲尔曼、圣玛丽、圣叙尔皮斯、萨克西布尔东。
博纳的时区为UTC+01:00、UTC+02:00（夏令时）。

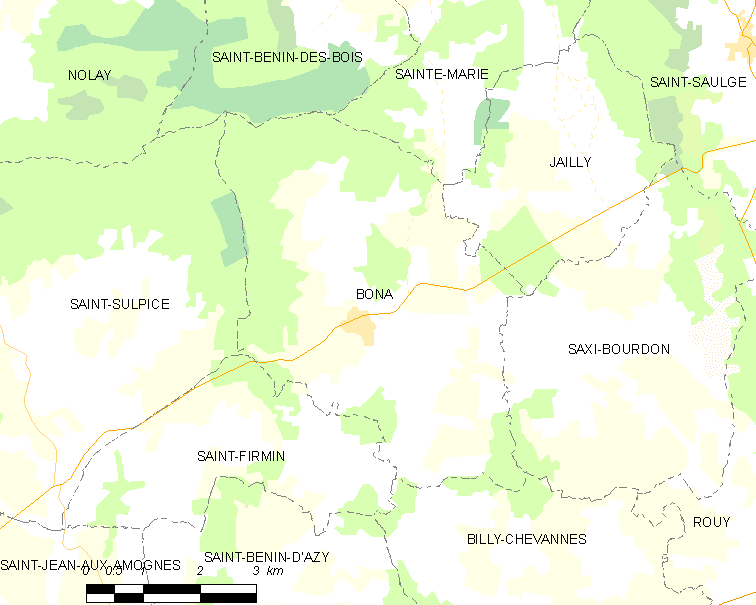
博纳的OSM定位图

## 行政
博纳的邮政编码为58330，INSEE市镇编码为58035。

## 政治
博纳所属的省级选区为盖里尼县。

## 人口

1962-2008年间博纳人口变化图示

博纳于2022年1月1日时的人口数量为297人。